# Источник (картина)
«Источник» (фр. La Source) — картина французского художника Жана Огюста Доминика Энгра. Работа над полотном была начата во Флоренции в 1820 и завершена в 1856 году в Париже. Поза обнажённой девушки повторяет позу модели с другой картины Энгра — «Венера Анадиомена» (1848). Моделью для картины послужила юная дочь консьержа Энгра. Художник вдохновлялся знаменитыми античными изваяниями Афродиты Книдской и Венеры Стыдливой. Два ученика Энгра, Поль Бальз и Александр Дегофф, написали сосуд, из которого льётся вода, и фон картины.

## Провенанс
Картина была задумана в общих чертах художником в 1820 году во Флоренции. В середине 1850-х годов Энгр стремился завершить давно начатые произведения, среди них был и «Источник», который он намеревался представить на Всемирной выставке 1855 года среди своих знаковых произведений. Однако к сроку полотно не было готово, о чём автор очень сожалел. «Источник» был выставлен в мастерской Энгра, его собирались приобрести, по словам художника, пятеро покупателей. Энгр даже подумывал предложить им бросить жребий. Через некоторое время картина была продана графу Шарлю-Мари Танги Дюшателю за 25 000 франков. Она оставалась в коллекции графа до 1878 года, затем была передана графиней Дюшатель, которая таким образом исполнила волю мужа, музею Лувра. В Лувре полотно хранилось до 1986 года. В настоящее время находится в музее Орсе (инв. № RF 219).

## Композиция
Обнажённая, босая девушка с кувшином, из которого льётся вода, безусловно представляет собой аллегорическое изображение источника жизни, или «Фонтана молодости». Считается, что устоявшемуся в изобразительном искусстве иконографическому типу «нимфы источника» Энгр дал своей картиной новую трактовку. Картина представляет собой второй вариант композиции, которая, по-видимому, была задумана в 1807 году — именно этим временем датируются два рисунка фигуры Венеры из музея Энгра в Монтобане. В 1808—1848 годах художник работал над картиной «Венера Анадиомена», поза девушки из «Источника» повторяет позу богини, но она не выжимает мокрые волосы, а держит глиняный кувшин с льющейся из него водой. По мнению Кеннета Кларка, мотив поднятой правой руки Энгр заимствовал у нимфы работы Жана Гужона: в коллекции Гая Ноулеса (Лондон) хранится зарисовка художника, выполненная им с известного рельефа Фонтана невинных.
Женская фигура представлена фронтально. Она стоит, опираясь на левую ногу, слегка согнув правую, её торс наклонён влево. Грациозно поднятая над головой правая рука поддерживает дно сосуда. Черты лица девушки классические с «несколько меланхоличным выражением» (и, что впервые проявляется у художника, отличаются некоторой салонностью), они напоминают «головки Грёза», которые в период Второй империи снова вошли в моду. Линии рисунка безупречно чисты. Моделируя формы с помощью тончайших тональных и светотеневых нюансов, Энгр почти стирает грань между условностью живописи и реальностью. Фигура чётко выделяется на неглубоком тёмном фоне, сосуд и блестящие струи воды подчёркивают контраст тёплых розовато-золотистых оттенков кожи и серой скалы.
Подробный формальный анализ картины приводит в своей книге «Искусство и визуальное восприятие» один из наиболее видных представителей гештальтпсихологии Рудольф Арнхейм. В своём анализе он, прежде всего, усомнился в расхожем тезисе о «жизненности и реальности» изображения, заметив, что изображённая на картине девушка «держит кувшин в исключительно неудобной позе». Поза кажется естественной в двухмерном восприятии, но в трёхмерном пространстве возникают иные отношения. «Чтобы изобразить правую руку, согнутую над головой и несколько уходящую вглубь, потребовалось самое смелое воображение». А «очертания кувшина представляют собой перевёрнутый образ головы девушки».
Далее, делая акцент на динамической симметрии композиции и, создаваемой ей контрапосте, Арнхейм приходит к выводу, что удивительная красота фигуры создаётся отвлечёнными структурными линиями и геометрией (что, на первый взгляд, кажется неправдоподобным), а также смелыми отступлениями от действительной анатомии человеческого тела (что позволял себе Энгр и в других картинах, например в «Большой одалиске»). Арнхейм заключал: «Некоторые из особенностей, описанных выше, вытекают из объективной формы и строения человеческого тела, однако сравнение Источника с „Венерой“ Тициана или „Давидом“ Микеланджело показывает, как мало общего между собой имеют тела, созданные этими великими мастерами… Они одинаковы в их общих структурных осях, но обладают исключительно специфическими контурами или цветом. Чтобы создать образ этих моделей, необходимо придумать и наложить на них композиционную схему… Глядя на „Источник“, мы ощущаем эффект воздействия формальных средств, значение которых в том, что они делают это изображение жизни целостным и совершенным».
Исходя из тех же принципов гештальтанализа, В. Г. Власов в основе композиции Энгра увидел сочетание и взаимодействие многих S-образных линий, действующих в трёх измерениях по гештальт-принципу экономии энергии зрительного восприятия. На собственном рисунке трёхмерной модели, он показал, что самой короткой линией, соединяющей наиболее удалённые точки на поверхности трехмёрной формы будет S-образная линия. Такая «преображённая форма в трёхмерном пространстве примиряет плоскость и объём, форму и пространство, единство и многообразие», обеспечивая эстетическое качество.

## Критика
Картина была принята современниками с энтузиазмом. Теофиль Готье в статье об «Источнике» писал: 
Никогда ещё целомудренная нагота не являлась зрителю такой мягкой, такой юной, такой проникнутой светом, такой полной жизни. Здесь идеал пришёл через иллюзию.
Художественный критик Шарль Блан назвал девушку из «Источника» «прекраснейшей из женских фигур». Вальтер Фридлендер в книге «Давид Делакруа» называет «Источник» самой известной картиной Энгра. Позднее картину воспринимали более прохладно, считая «надуманной и сентиментальной» и ставили в один ряд с обычными салонными произведениями. Кеннет Кларк, признавая прекрасным в «некоторых деталях» рисунок, отмечал «общую вялость и сухость композиции» и то, что ранние работы Энгра более выразительны.
Тем не менее «Источником» вдохновлялись такие художники, как Сёра, Ренуар, Майоль, Пикассо и Магритт. В 1885 году Винсент Ван Гог в письме к брату отозвался об «Источнике» следующим образом: «…эта вещь была, есть и всегда будет чем-то поистине новым».

## В культуре
В 1996 году модельер Иссэй Миякэ в сотрудничестве с художником Ясумасой Моримурой создал плиссированное платье-тунику с напечатанной в полный рост репродукцией картины.